# Fort de la Presqu'île
Pour les articles homonymes, voir Presque Isle.
Le fort de la Presqu’île est un fort français construit au XVIIIe siècle en Nouvelle-France.

## Géographie
Le fort de la Presqu’île est situé près du lac, à l’emplacement de la ville actuelle de Érié, dans le comté d’Érié.
Il faisait partie, avec trois autres forts, le Fort Le Boeuf, le Fort Machault et le Fort Duquesne, d’une ligne de défense française au sud du lac Érié.
Le fort doit son nom à cette lande de terre qui s’élance dans le lac Érié et qui forme une presqu’île.

## Histoire
En 1753, le gouverneur de la Virginie (Robert Dinwiddie) envoya une expédition de huit hommes sous le commandement du colonel George Washington, pour sommer les Canadiens du Fort Presqu'île et du Fort Le Boeuf de quitter la place.  Le commandant du Fort Le Boeuf accorde trois jours d'hospitalité au Virginien, puis lui remet une lettre à l'attention de Dinwiddie. Cette lettre ordonne le gouverneur de l'État à remettre sa demande au général à Québec.

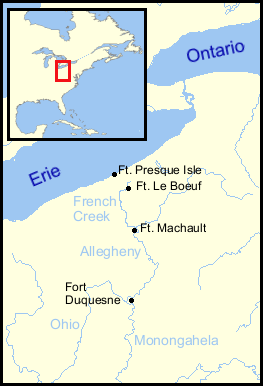
Les forts français près du lac Érié.

En mars 1754 le gouverneur Dinwittie décide d'affirmer le droit de possession en envoyant le capitaine Trent construire un fort au confluent de l'Ohio et de la Monongahela. Les Canadiens chassent facilement les Virginiens et poursuivent les travaux du fort, et le renomment Fort Duquesne. En avril 1754, Washington et 120 miliciens reprennent le chemin dans la vallée de l'Ohio. Contrecœur demande à Jumonville avec une trentaine d'hommes, d'aller vérifier si Washington avait réellement envahi le territoire de la France. Durant la nuit du 27 au 28 mai dans un vallon, les Virginiens attaquèrent au petites heures du matin les Canadiens. Jumonville fut abattu pendant qu'il signifiait sa mise en demeure officielle. Dix autres Canadiens furent tués.
En 1759, pendant la guerre de Sept Ans, les forces anglaises remportèrent la bataille de Fort Niagara contre les troupes françaises. À la suite de cette défaite, la garnison du fort de la Presqu’île dut abandonner leur fort. Le fort fut incendié avant le repli militaire. Une tentative de renfort venant du fort Machault, commandée par François-Marie Le Marchand de Lignery échoue à la bataille de La Belle-Famille à 3 km du fort Niagara.
Les Anglais reconstruisirent un nouveau fort qu’il nommèrent Fort Presque Isle. Mais en 1763, lors de la rébellion de Pontiac, grand Chef Amérindien de la Nation Outaouais et allié des Français, le fort fut pris par les forces révoltés de Pontiac.
Le 12 août 1764 les troupes anglaises commandées par le colonel John Bradstreet rencontrèrent, au Fort de la Presqu'île, une délégation amérindienne dirigée par le chef Ouasson, allié du grand chef Pontiac pour parler de paix.
Durant la Guerre d'indépendance américaine, le général américain Anthony Wayne arriva au fort Presque Isle avec sa troupe et établit un nouveau fortin qui reprit le nom de Fort Presque Isle.